# Achim Glückler
Achim Glückler (* 10. August 1964 in Maulbronn) ist ein ehemaliger deutscher Fußballprofi.

## Laufbahn
Glückler stammt aus Mühlacker, er bestritt mehrere Länderspiele für diverse Jugendmannschaften des DFB und spielte in der Jugend des VfB Stuttgart. In der Meistersaison 1983/84 kam der Stürmer beim 5:1-Sieg gegen den 1. FC Kaiserslautern zu einem Kurzeinsatz, als er beim Stand von 4:0 in der 81. Minute für Hermann Ohlicher eingewechselt wurde.
Im Sommer 1984 wechselte Glückler zum Karlsruher SC, für den er in neun Erstligapartien einmal traf. In einem Spiel des KSC gegen den 1. FC Köln überwand Glückler den damaligen Nationaltorhüter Toni Schumacher. Am Saisonende sprang für Karlsruhe nur der 17. Tabellenrang heraus, damit musste Glückler mit dem Verein in die zweite Liga. Dort spielte er noch zwei Mal für die Karlsruher.
Nach zwei Jahren in Baden wechselte Glückler zum Ligakonkurrenten SSV Ulm 1846, der den Wiederaufstieg aus der Oberliga Baden-Württemberg geschafft hatte. In zwei Zweitligajahren kam er bei den Spatzen auf 28 Spiele, in denen ihm fünf Tore gelangen.
Nach dem erneuten Abstieg des Klubs 1988 verschwand Glückler von der Bildfläche des Profifußballs. Grund war die schwere Verletzung (Schien- und Wadenbeintrümmerbruch mit anschließendem Compartment-Syndrom), die er sich im Oktober 1987 zugezogen hatte. Wegen der Verletzung drohte Glückler eine Amputation und er musste über einen längeren Zeitraum etliche Operationen über sich ergehen lassen. Dennoch war er wenige Jahre später bei unterklassigen Vereinen tätig, zunächst bei der PSG Pforzheim, dem Sportverein Büchenbronn und dem SV Oberderdingen.
Von 2006 bis 2010 war Glückler beim Kreisligisten SV Horrheim als Trainer tätig. Zur Saison 2010/11 wechselte er mit seinem langjährigen Co-Trainer Thomas Aspiron zum FV Bauerbach, wo er in der Saison 2010/11 den angepeilten Aufstieg in die A-Klasse mit dem 3. Platz nur knapp verpasste. In der folgenden Saison lief es besser und der FV Bauerbach überwinterte auf dem 1. Tabellenplatz. Nach dem verletzungsbedingten Ausfall des Liberos des FVB bestritt Achim Glückler mit einem beachtlichen Alter von 47 Jahren als Spielertrainer nahezu alle Spiele von Anfang an. Am 29. Januar 2013 wurde bekanntgegeben, dass Glückler in der Saison 2013/2014 als Trainer zum TSV Ötisheim wechseln wird.
Glückler gehört auch zur Traditionsmannschaft des VfB Stuttgart, für die er an Benefizspielen teilnimmt. Beruflich ist Glückler in der Immobilien-Branche tätig.

## Erfolge
- Deutscher Meister 1984